# Freuden-Gruß-Polka
Die Freuden-Gruß-Polka ist eine Polka von Johann Strauss (Sohn) (op. 127). Das Werk wurde am 17. Januar 1853 im Sofienbad-Saal in Wien erstmals aufgeführt.